# إيكو ذا دالفين
إيكو ذا دالفين (بالإنجليزية: Ecco the Dolphin)‏ ، هي لعبة فيديو إلكترونية من نوع أكشن مغامرات، أنتجها شركة سيجا سنة 1992م وطورها في جمهورية المجر ، وتعمل لأنظمة التشغيل ومنها نظام ويندوز وميجا درايف.